# Екстер Олександра Олександрівна
Олекса́ндра Олекса́ндрівна Е́кстер, до шлюбу Григоро́вич (6 (18) січня 1882, Білосток, Польща — 17 березня 1949, Фонтене-о-Роз, біля Парижу) — українська художниця греко-єврейського походження. Ілюстраторка, дизайнерка, сценографка, педагогиня. Піонерка європейського кубізму та футуризму, авангарду, одна із засновниць стилю «ар-деко». Стала абстракціоністкою, на що тоді не зважилися[джерело?] її друзі Пікассо, Брак, Леже. Оновила й театральне мистецтво ХХ століття, новітньо оформлюючи сценічне дійство, що пізніше перейняли в Європі та Америці. Названа Бенедиктом Лівшицем «амазонкою авангарду».

## Біографія
Народилася 1882 року в Білостоку Гродненської губернії в сім'ї білоруського єврея та грекині.
Невдовзі батьки переїхали до Києва. Закінчила гімназію Святої Ольги та Київське художнє училище, де вчилася в 1901—1903 та 1906 роках, разом з майбутніми авангардистами О. Богомазовим та О. Архипенком. Серед викладачів був Микола Пимоненко. Брала приватні уроки в Сергія Світославського.
Одружилася з німецьким адвокатом Миколою Євгеновичем Екстером та оселилася з ним у Києві по вулиці Б. Хмельницького, 27. У мансарді розташовувалася її студія, в якій працювали майбутні корифеї світового декораційного мистецтва Вадим Меллер, Анатоль Петрицький, Павло Челищев.
У 1907 році Екстер вирушила до Парижу по нові враження, але й у паризькій академії навчальна програма мало різнилась від київської. Познайомившись із прихильником нового мистецтва поетом Гійомом Аполлінером, Олександра Екстер потрапляє до майстерні Пабло Пікассо, де віднаходить нову філософію мистецтва.
«В її паризькій господі, так само, як у ній самій, впадало в очі своєрідне сполучення європейської культури з українським побутом. На стінах серед малюнків Пікассо й Брака можна було побачити українські вишивки, на підлозі — український килим, до столу подавали глиняні горщечки, яскраві майолікові тарілки з варениками», — згадує Аліса Коонен, акторка Московського камерного театру, в якому Екстер поставила свої найкращі спектаклі: «Саломея» (1916), «Ромео і Джульєтта» (1921).
1908 року в Москві група митців з Києва, Санкт-Петербурга та Москви організувала спільну виставку «Вінок», за яку відповідала саме Олександра Екстер. Поїздка до Парижу надихнула її на розвиток її творчості.
Повернувшись до Києва, разом з Богомазовим і Бурлюком організувала виставку «Ланка» («Звено») в крамниці купця Єрнджишека на Хрещатику. Виставка була розкритикована та не знайшла розуміння аудиторії. 1909 року скульптор Володимир Іздебський відкрив в Одесі «Салон». Після його відкриття митців поділили на правих, середніх та лівих. Першими милувалися, другими захоплювалися, а третіх не розуміли. Олександра Екстер була віднесена до лівого крила.
В адресному довіднику (Весь Киев: адресная и справочная книга / С. М. Богуславский. — Киев: Типография 1-й Киевской артели Печатного дела, Трехсвятительская ул. д. 5, 1912. — 926 c.) зазначено адресу проживання Олександри Олександрівни Екстер: вул. Гімназична (рос. Гимназическая), буд. № 1 (зараз це вул. Леонтовича).
Після цього, 1914 року на Хрещатику відбулась виставка «Кільце», доволі позитивно сприйнята критикою. Але інтерес до авангарду на той час зменшився.
Померла Олександра Естер 1949 року в передмісті Парижу. Вже хвора писала друзям, що тужить за батьківщиною: «Зима, що надходить, буде дуже важка. Це дев'ята зима від початку війни, і для мене вона буде найважча».

## Творчість

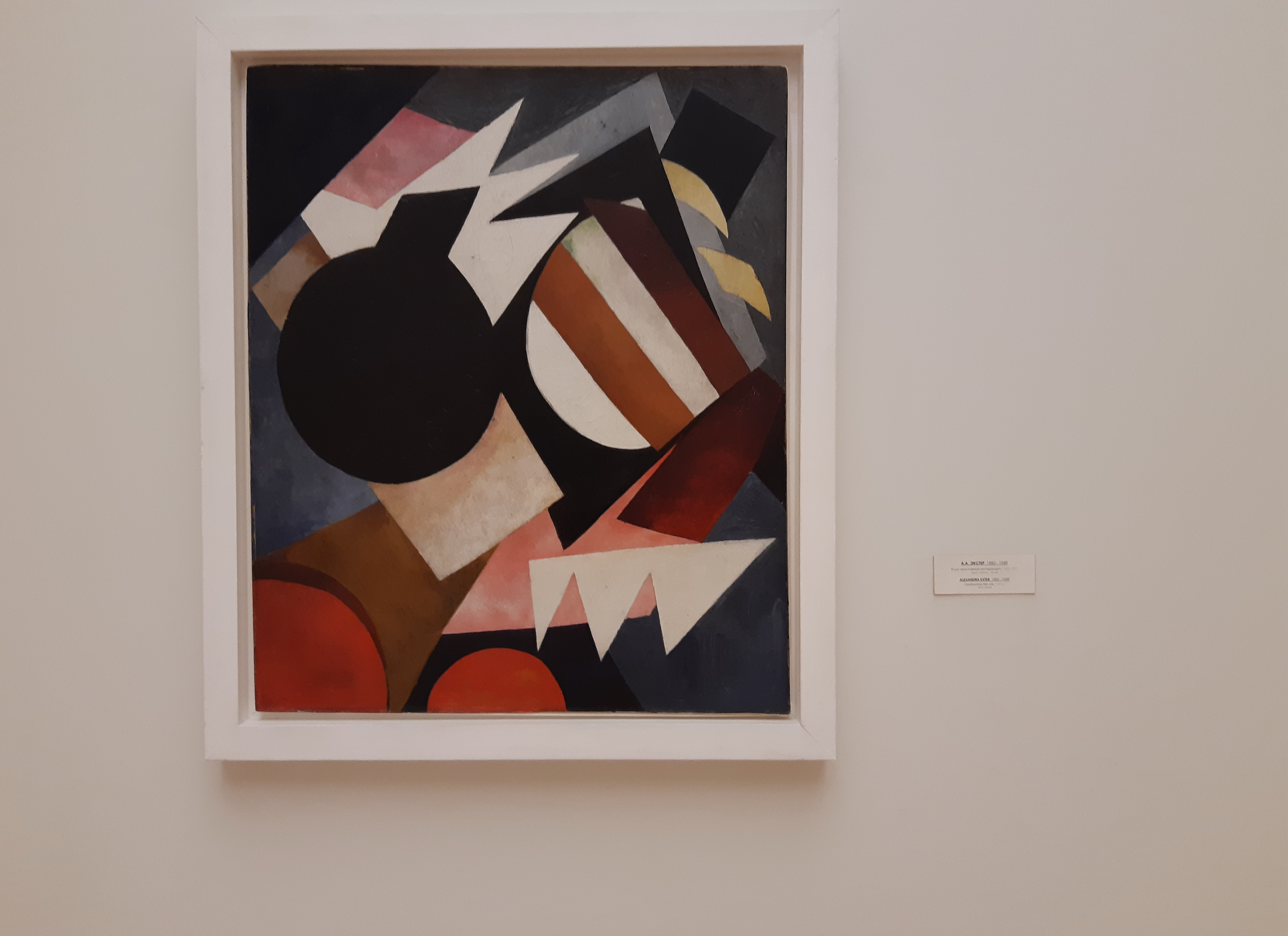
Конструктивістський натюрморт, 1917

У відповідь на критику колористичного рішення її картин приятелем Фернаном Леже Екстер написала кілька монохромних картин. Проте це для неї був кольоровий піст, і з 1914 року її кубізм вибухає всіма барвами веселки: Екстер була зачарована українським народним мистецтвом.
Завдяки зв'язкам чоловіка Екстер мала можливість познайомитися з Наталією Давидовою, яка володіла маєтком, де Давидова у 1914 році влаштувала кустарний пункт села Вербівка (художньою керівницею якого була учениця Екстер Ніна Генке), розташованого поблизу Черкас. Точно там відома художниця, що на даний момент вважається представницею європейського кубізму, футуризму, українського авангарду, одна із засновниць стилю «ар-деко», знайшла для себе натхнення в українському народному мистецтві.
За словами дослідника творчості Олександри Екстер Георгія Коваленка, саме цей світ у Вербівці визначив у живописі художниці його колористичну стихію та став джерелом образності. Коваленко в своїй монографії описував, як Екстер здійснювала наукові експедиції в пошуках старовинних селянських вишивок, літургійного шиття та предметів ткацтва.
Екстер та Давидова спільно з іншими дослідниками проводили пошуки народних мотивів, які переосмислювали, осучаснювали та втілювали у супрематичні дизайни для вишивок на різних предметах, таких як сумки, подушки, килими, пояси тощо, співпрацюючи з Казимиром Малевичем, Іваном Пуні та Ксенією Богуславською, а також працюючи за мотивами ескізів Розанової, Удальцової. Згодом вони заснували Київське кустарне товариство та представляли свої вишивки з Вербівки на виставках у Києві та країнах Європи. Виставка "Вербівка" пройшла двічі в Москві у 1915 та 1917 роках. У 1917 році було експоновано понад 400 робіт у Москві, які не повернулися назад.
Ці твори мали комерційний успіх. Їх виставляли й охоче купували в Полтаві, Києві, Москві, Берліні. Сільські художники внесли динаміку кубофутуризму у власні твори, а Екстер під їхнім впливом яскраво кольорувала площини й грані свого живопису. Відкриваючи виставку селянки Ганни Собачко в Києві 1918 року, за часів УНР, Екстер сказала те ж, що говорила й Леже: «Молоді слов'янські народи віддають перевагу радісним ясним кольорам». Під впливом, зокрема, Олександри Екстер, французькі кубісти розкріпачили свою палітру.

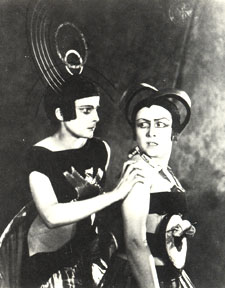
Кадр з фільму «Аеліта» (1924) з костюмами Екстер

Та Екстер пішла далі, ставши абстракціоністкою, на що не зважилися її паризькі друзі Пікассо, Брак, Леже. У своїй київській студії вона навчала абстрактного мистецтва навіть дітей, пропонуючи їм ілюструвати казку не сюжетно, а з допомогою ритмів.
Оновила вона й театральне мистецтво ХХ століття. Чи не вперше у світовій сценографії Екстер обігравала весь куб сцени, а не лише її підлогу-планшет. Новітньо: лаконічно, конструктивно, рухливо — оформила сценічне дійство, що пізніше перейняли в Європі та Америці. Олександра Екстер зробила внесок у театральне мистецтво першої половини XX століття. В її авангардистсько-конструктивістському стилі були оформлені декорації «вакхічної драми» «Фаміра Кіфаред» І. Анневського (йшла в 1916—1917 на сцені Камерного театру в Москві, реж. О. Таїров).
Одна з найвідоміших картин Екстер — «Фундуклеївська вулиця» (нині Богдана Хмельницького). Будівлі на картині мчать униз до Хрещатика, як діти на санчатах. Глядач твору не втримався від епіграми:
Не може бути сумніву,
Тут доказів чимало:
Чи не за землетрусу
Вона «пейзаж» писала?
За мотивами її театральних костюмів також були створені скульптури: ескізи на площині паперу перетворені в пластичні форми, вилиті з бронзи й покриті емаллю.
Свої твори й архів Екстер заповіла другу-художнику Семену Ліссіму, який жив у Нью-Йорку. Так більша частина спадщини Екстер потрапила до Америки. Зараз твори Олександри Екстер зберігаються в різних музеях світу і, зокрема, Національному художньому музеї України в Києві, де вона розпочинала свій творчий шлях.

## Галерея

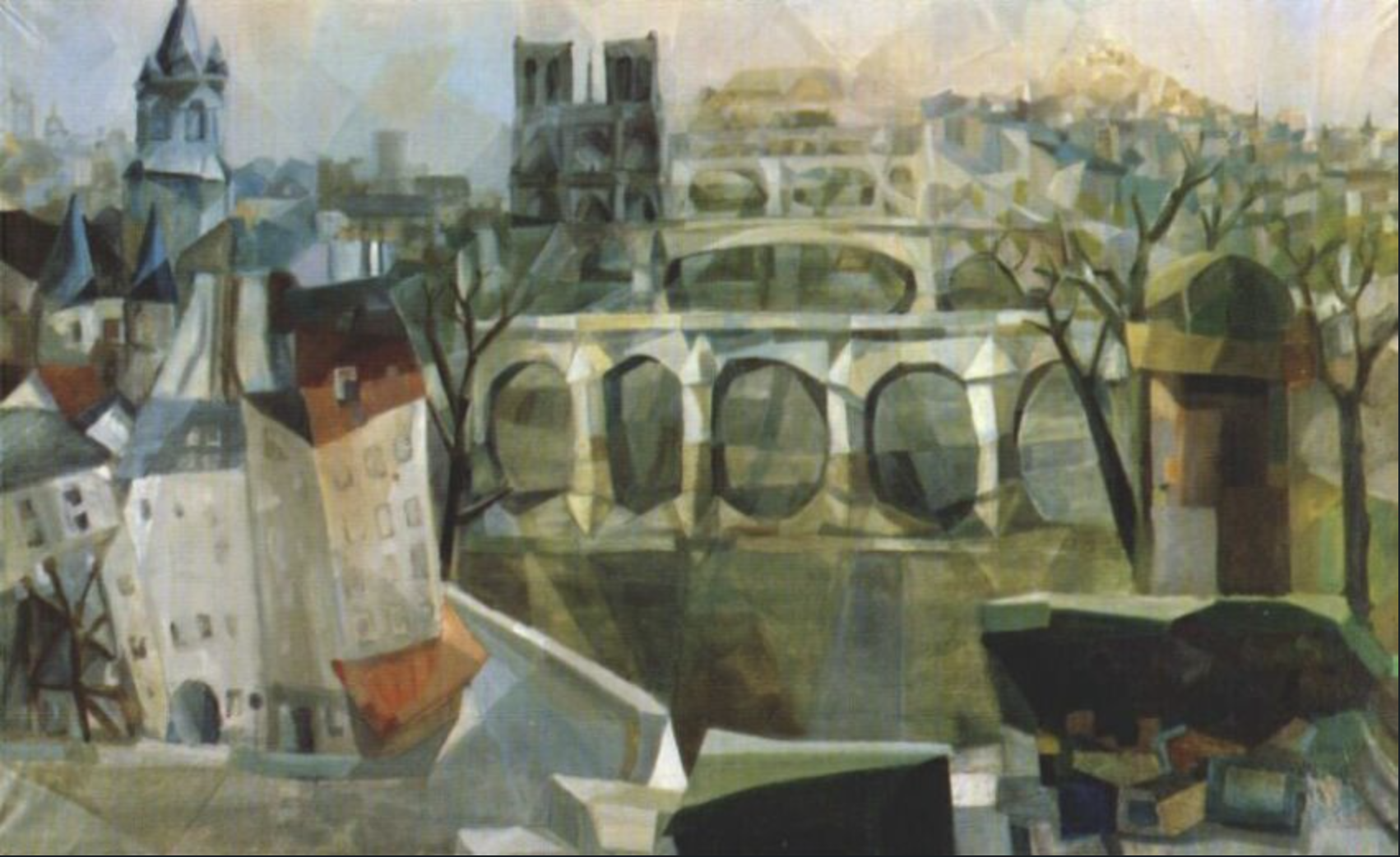
Паризький міський пейзаж, 1912
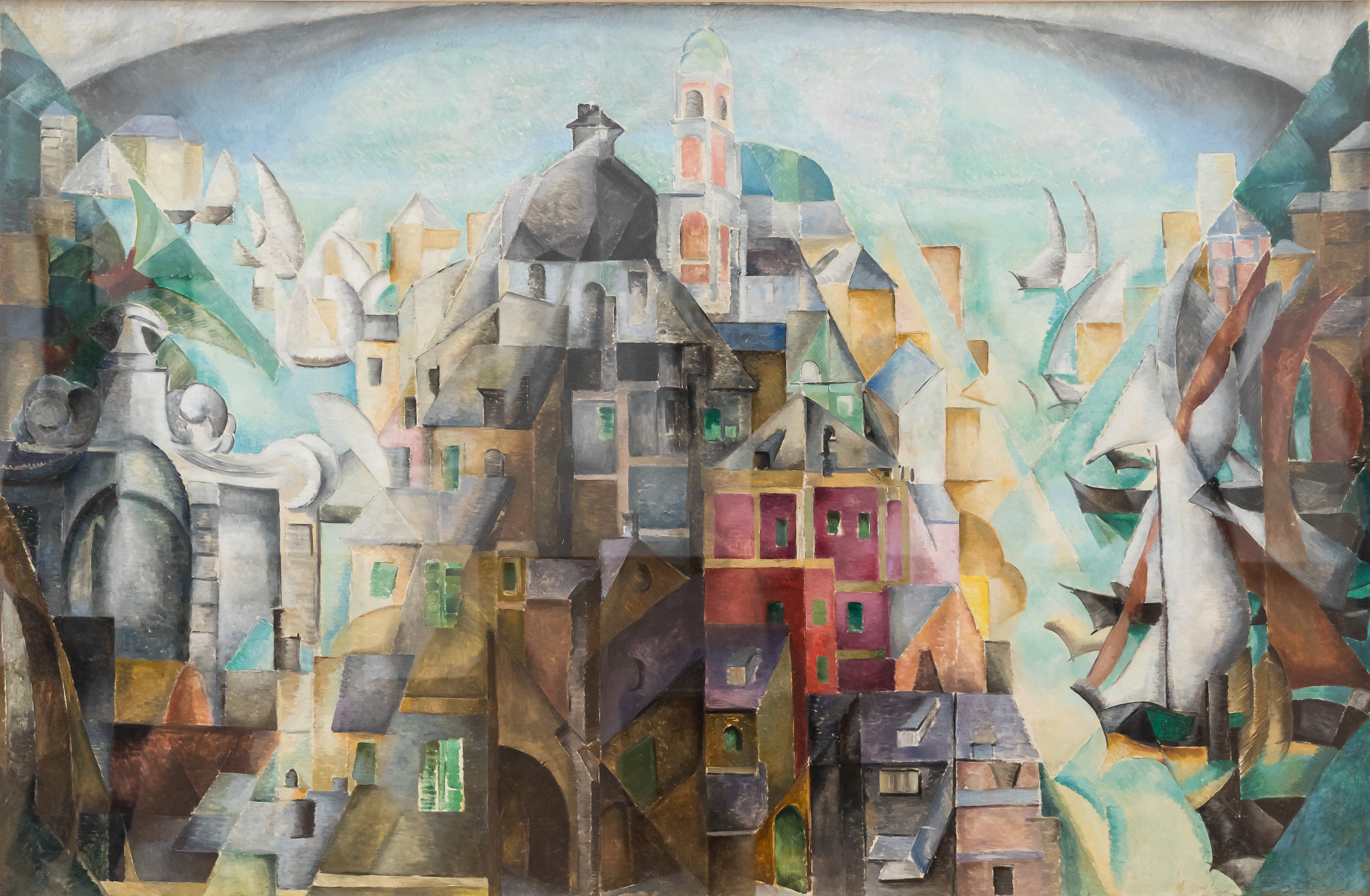
Кубо-футуристична композиція (гавань), 1912
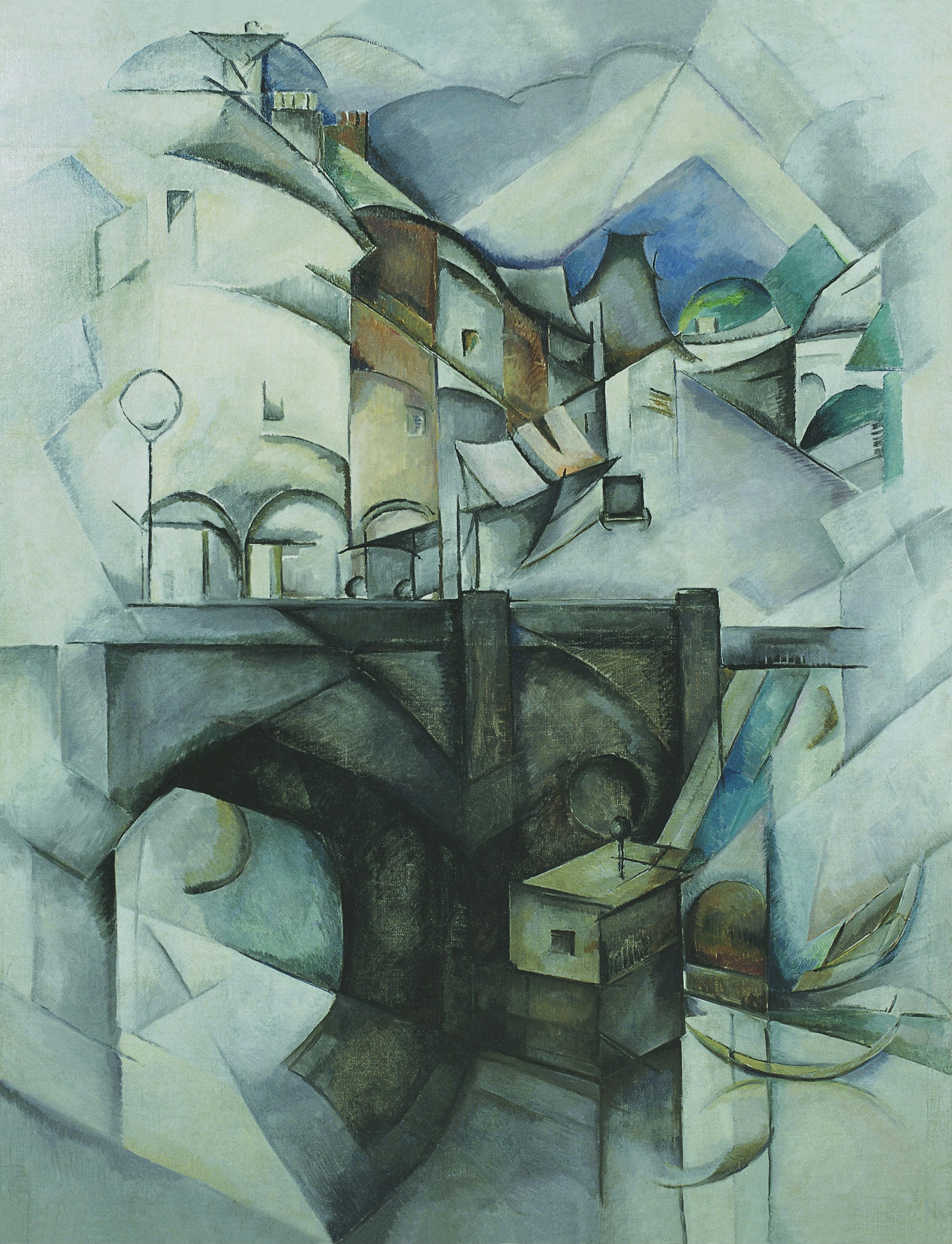
Міст у Севре, 1912
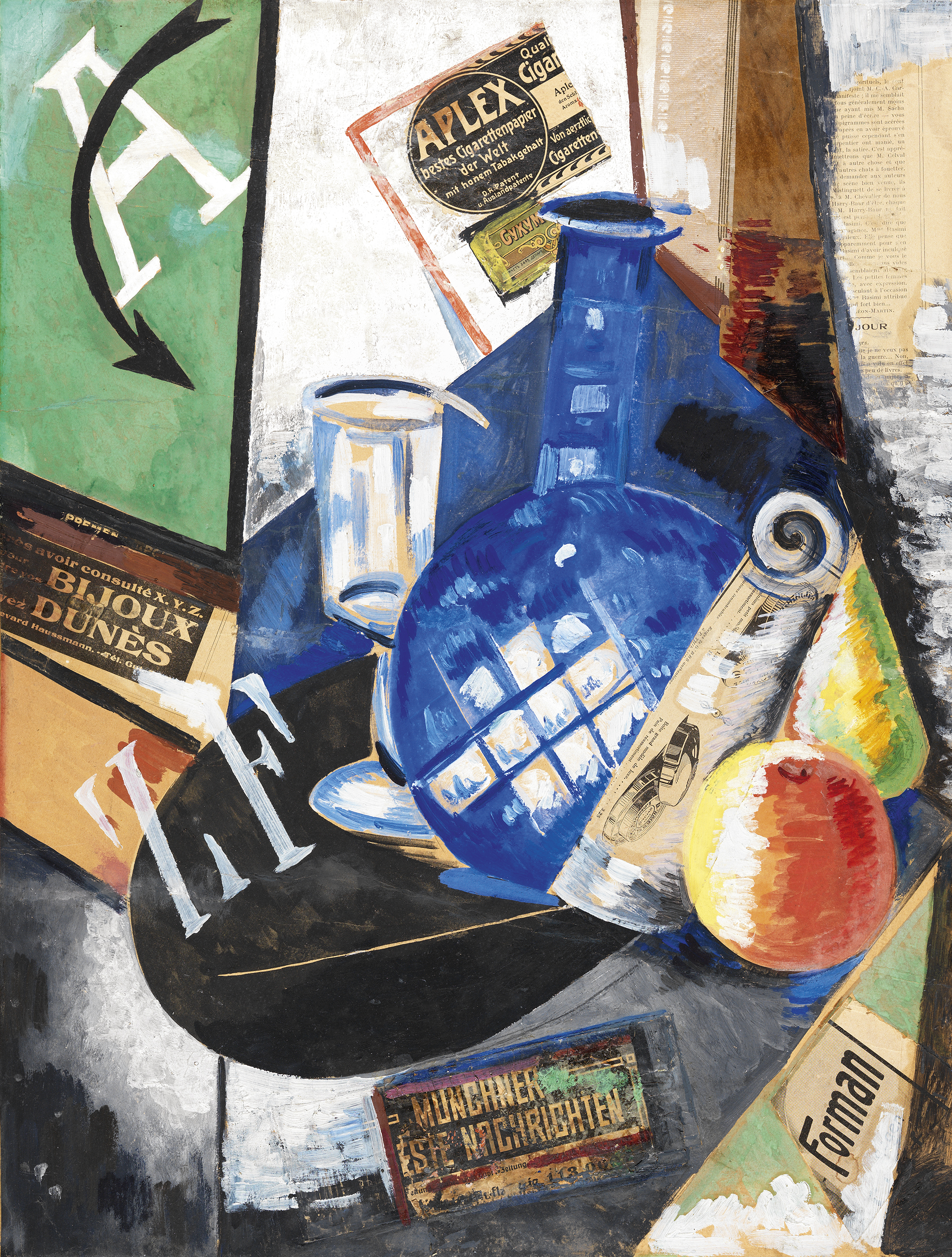
Натюрморт, 1913
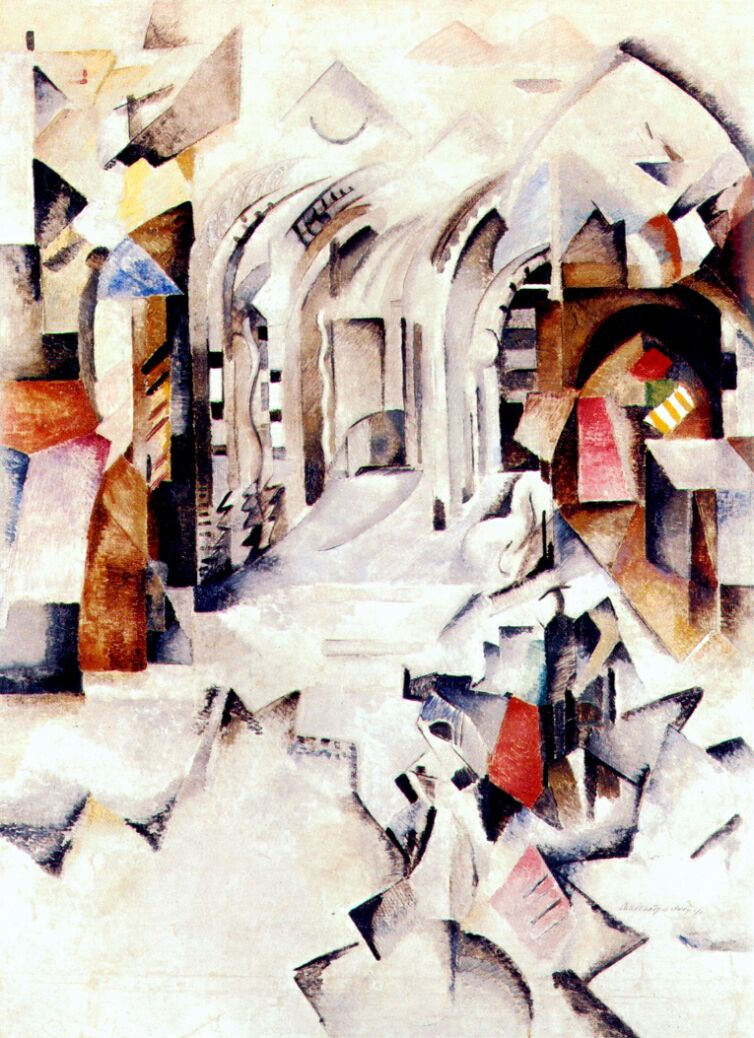
Composition (Genoa), 1914
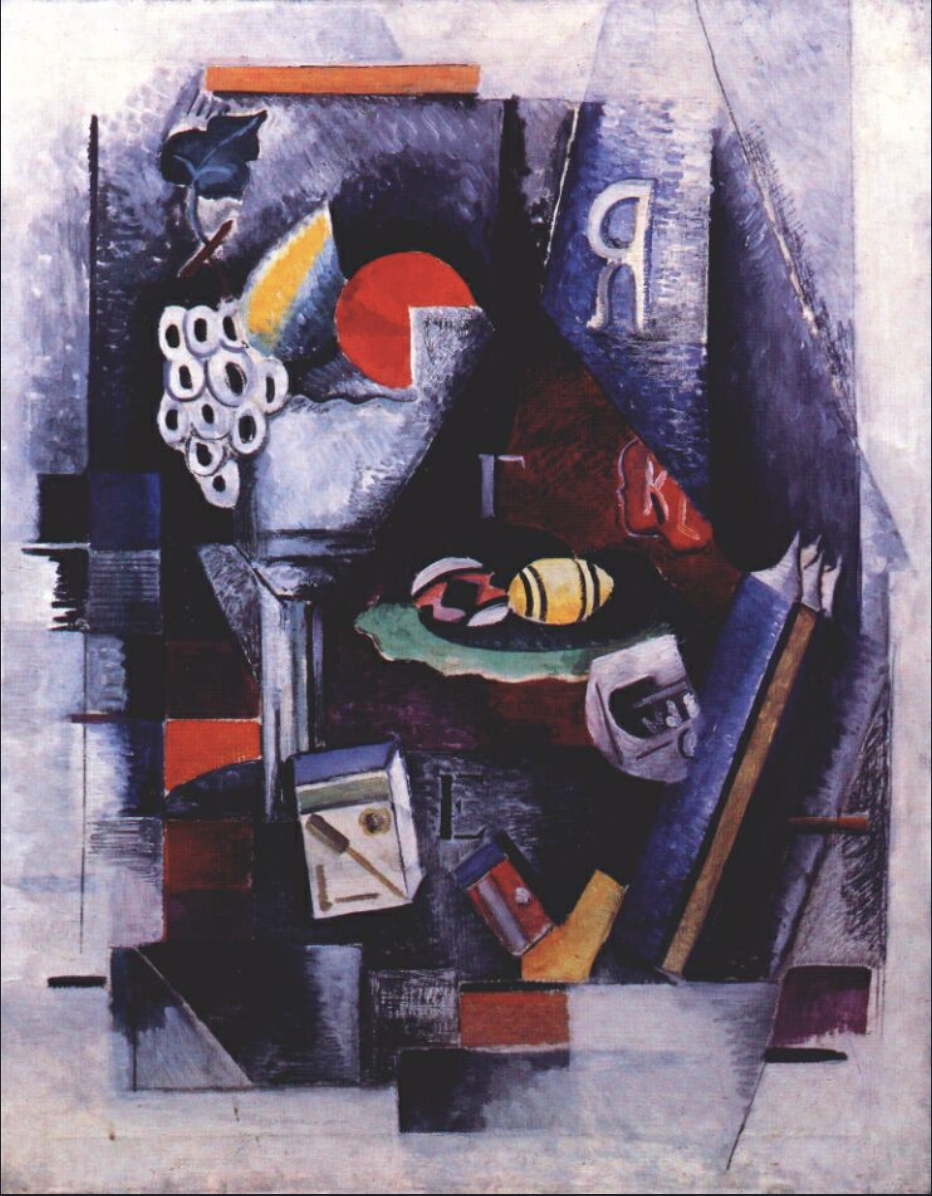
Натюрморт з яйцями, 1915
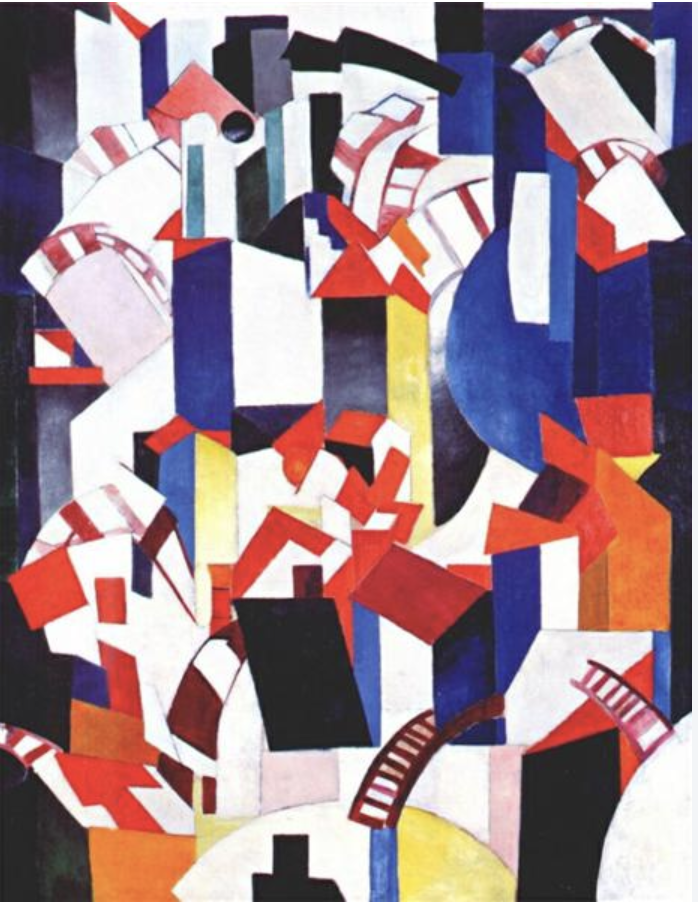
Венеція, 1915
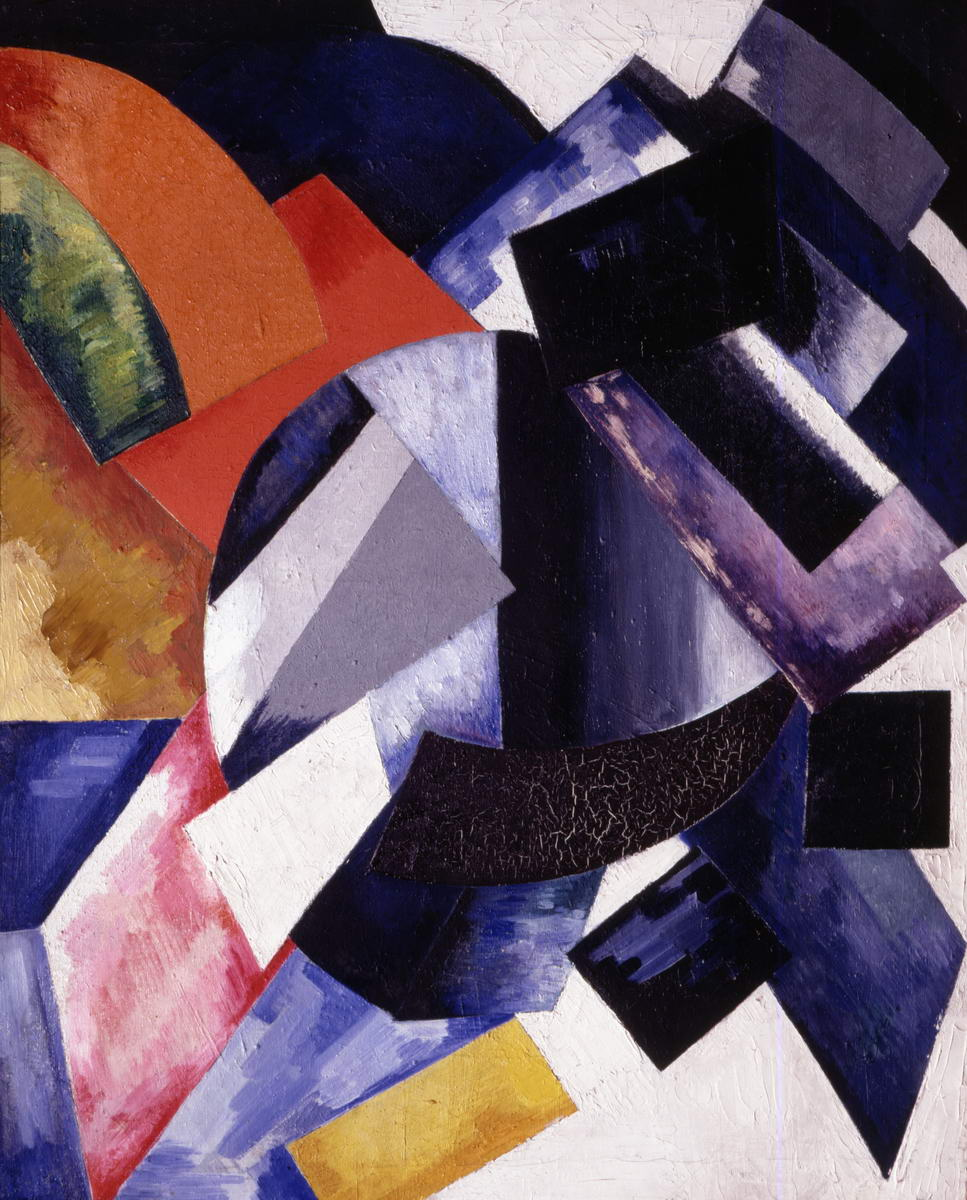
Non-Objective Composition, 1917
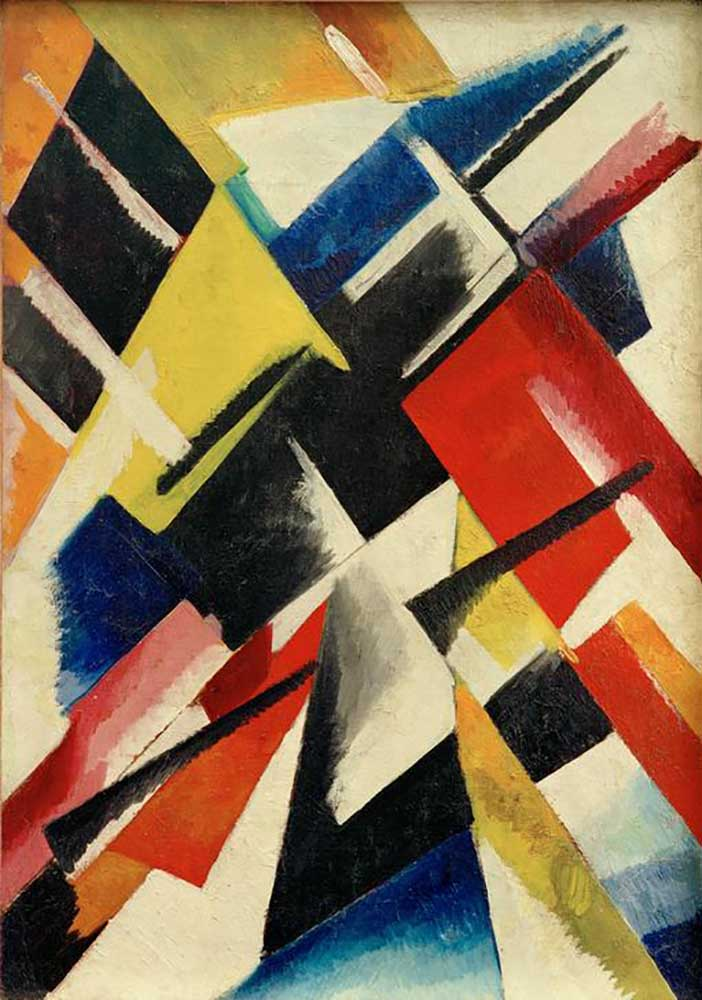
Композиція, 1918
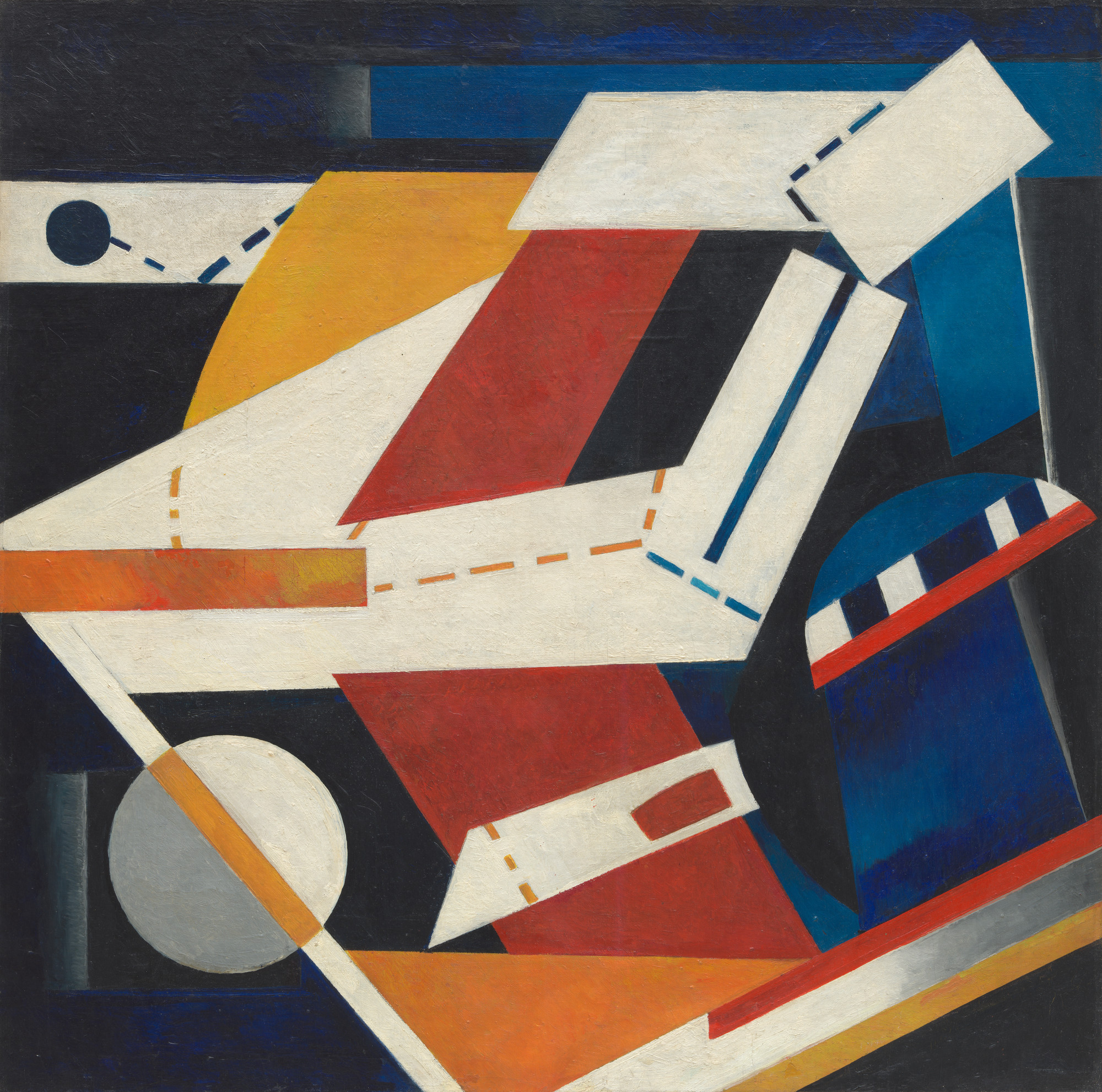
Construction, 1921
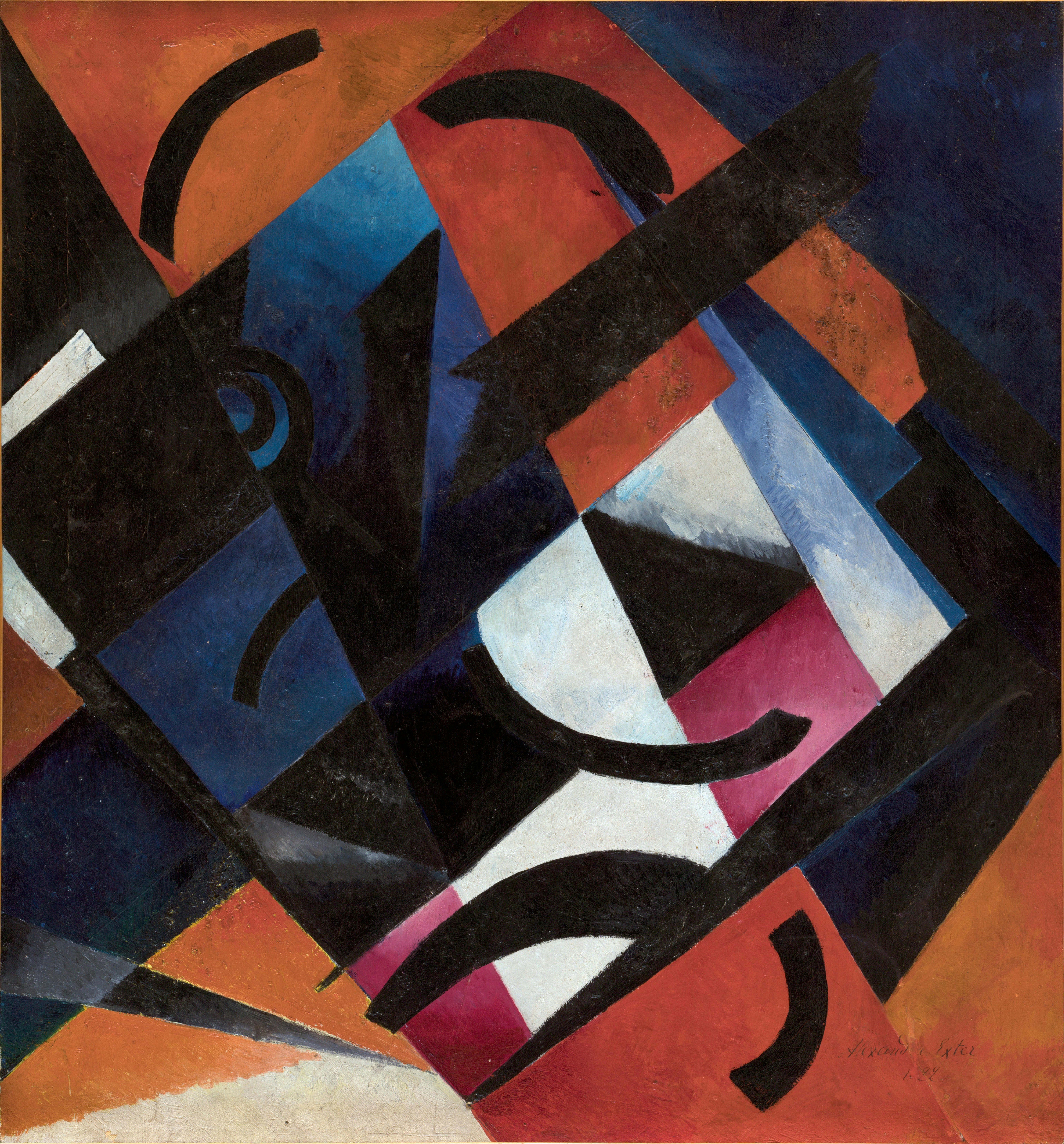
Сolor design, 1922
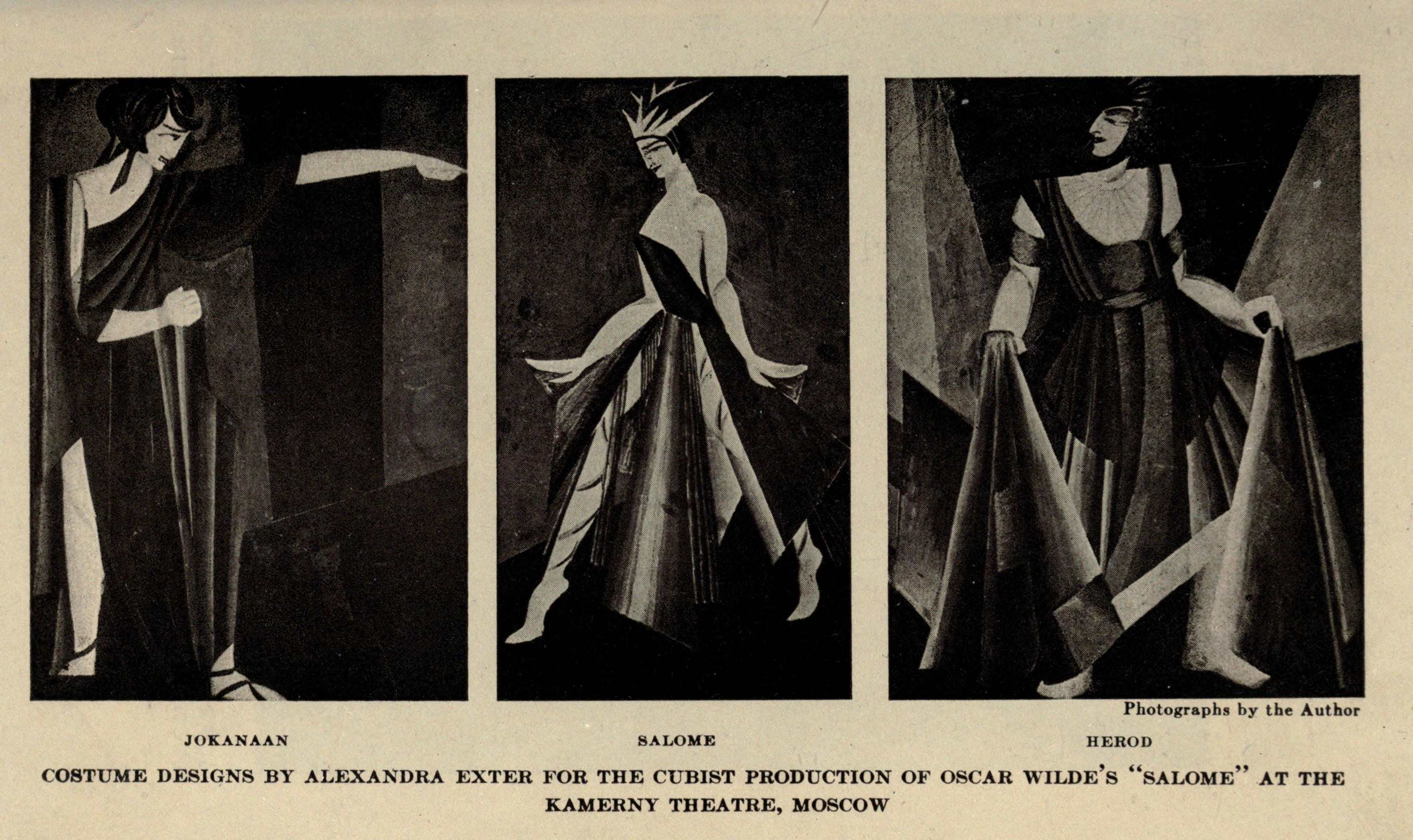
Кубістські костюми до "Саломеї" О. Вайльда, 1922
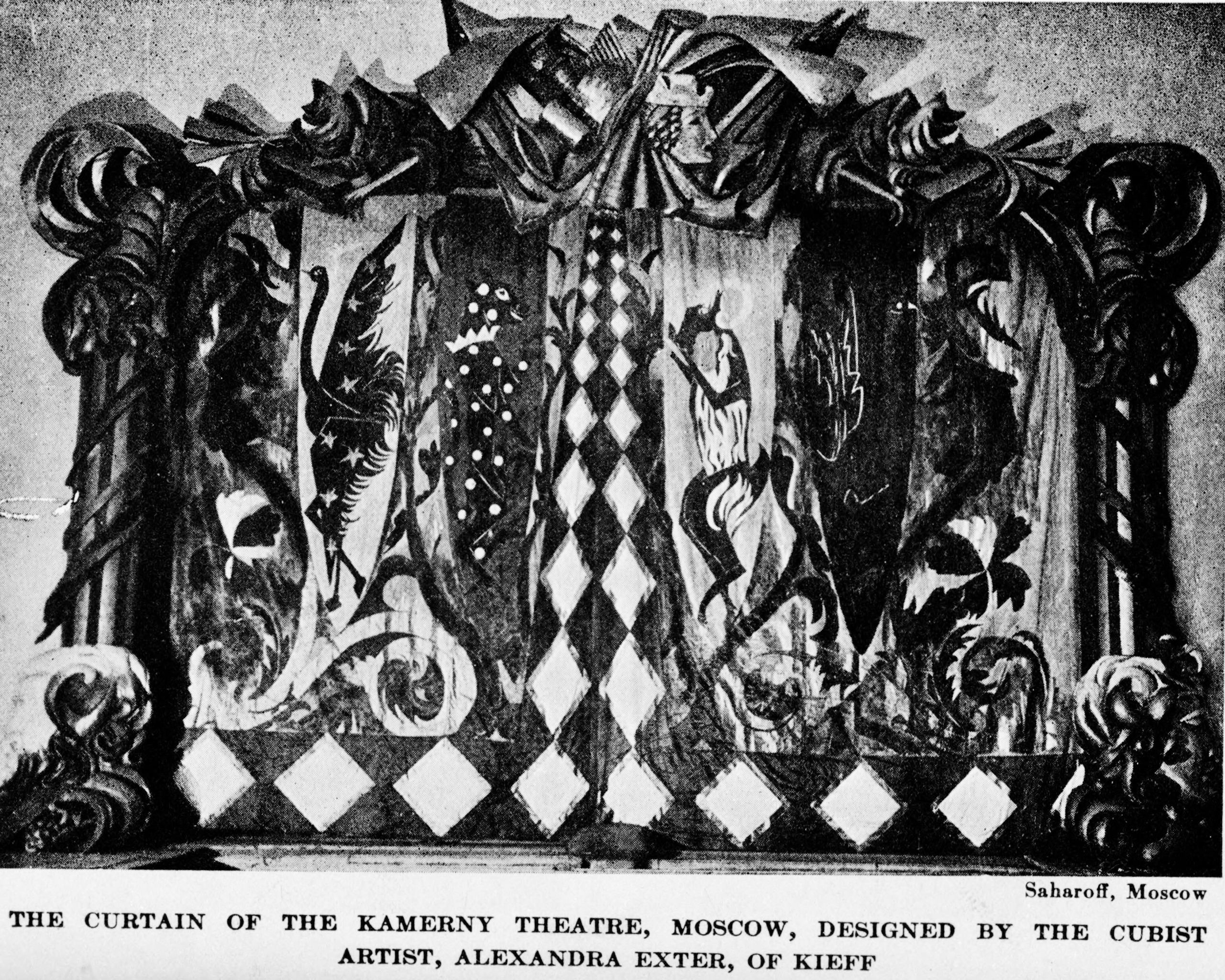
Театральна завіса, 1922
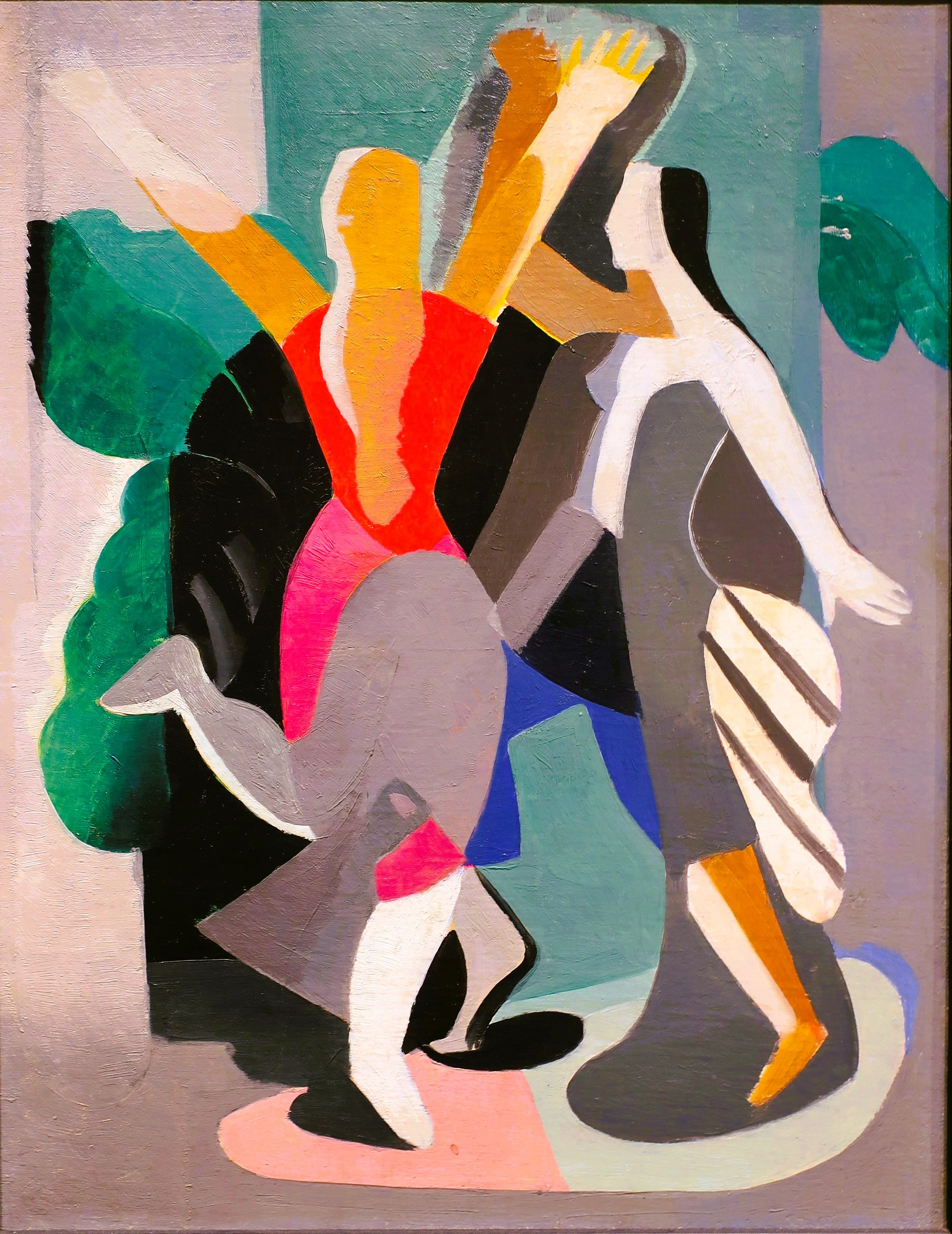
Танцюристки, 1924
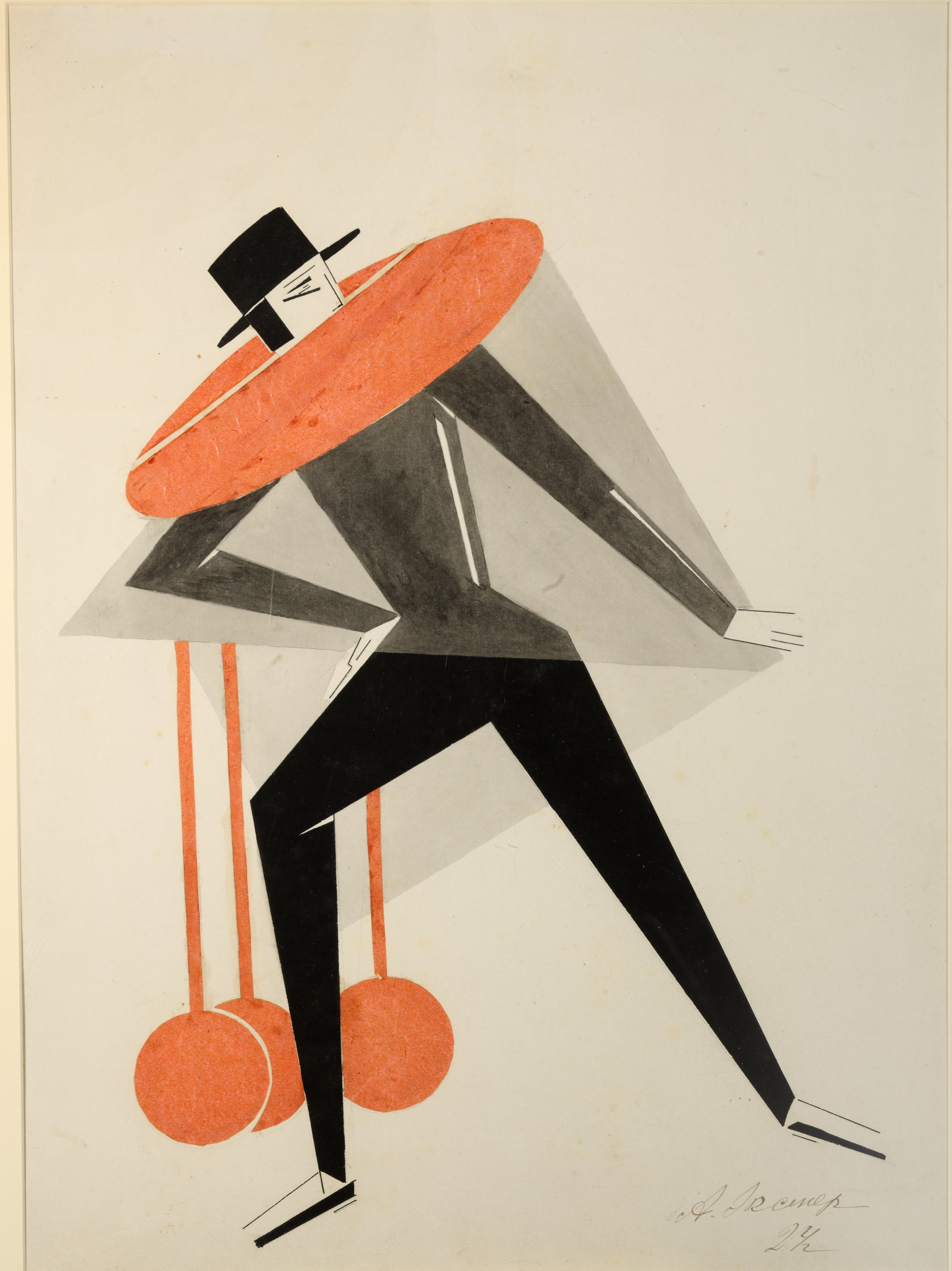
Ескіз театрального костюма, 1924
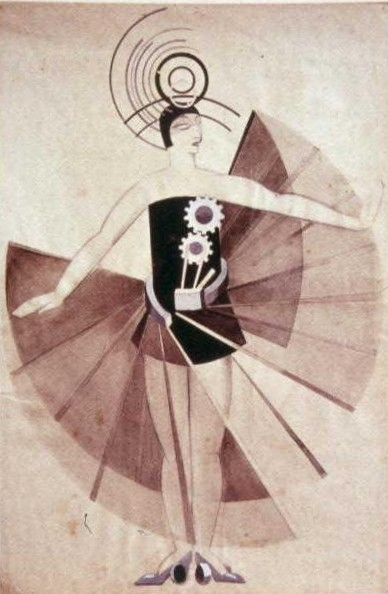
Ескіз костюма до фільму "Аеліта", 1914
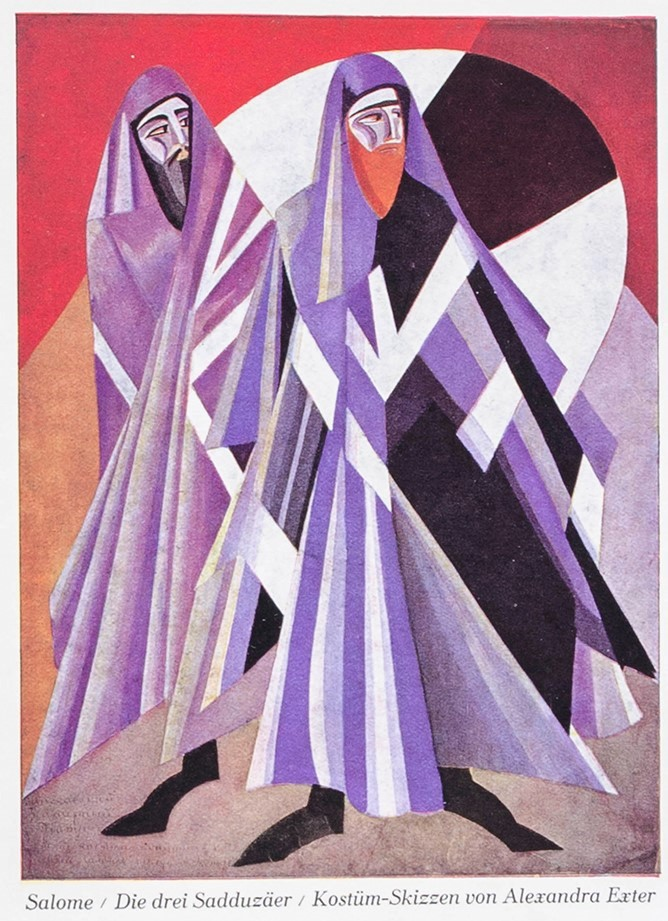
Саломея, три садукеї. Ескіз уостюмів, 1926
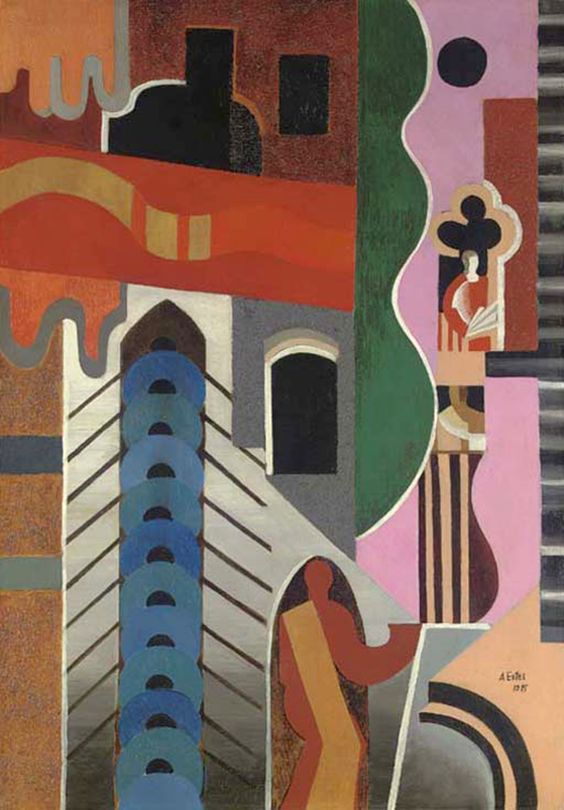
Човен і місто, 1925
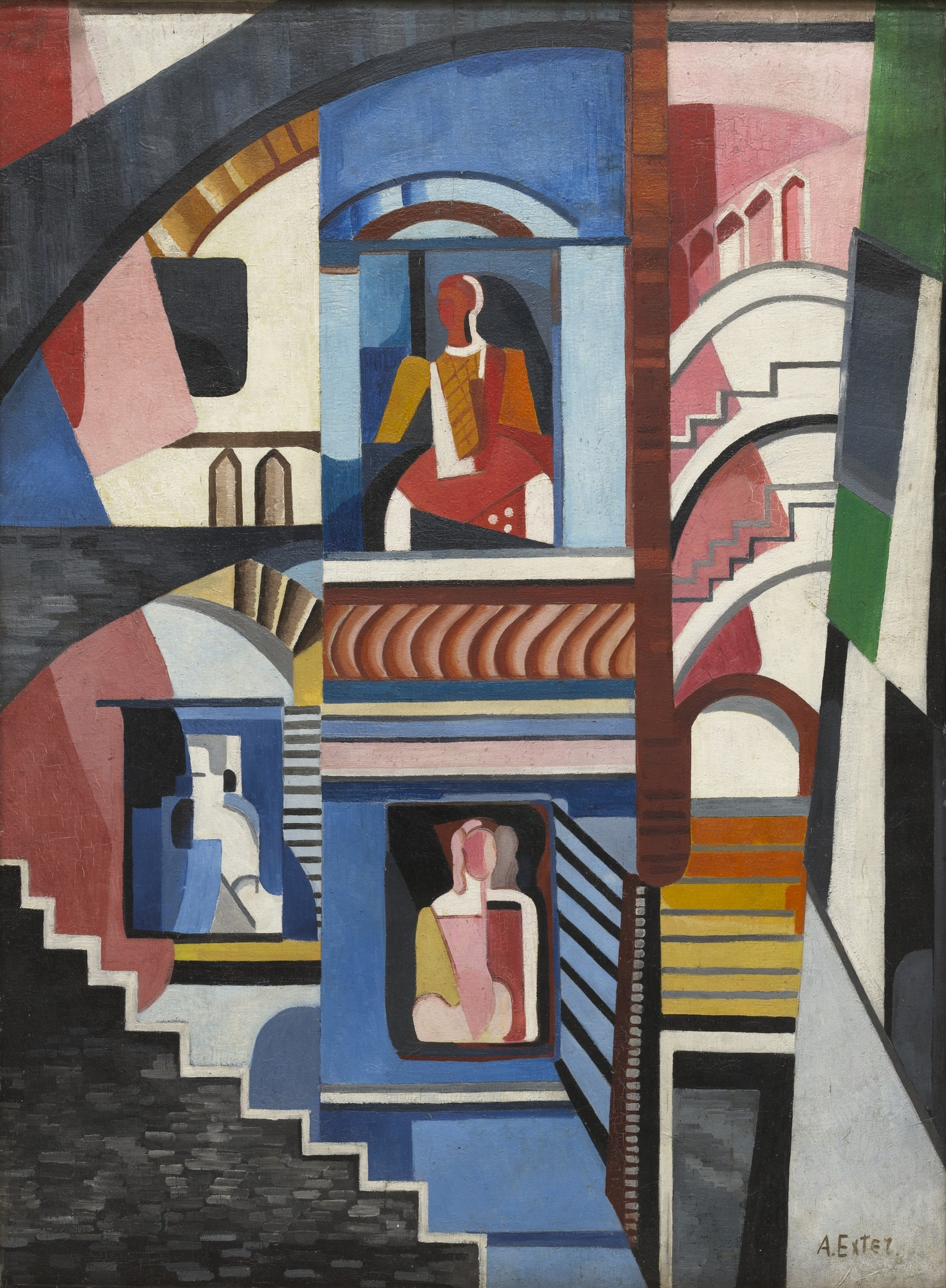
Театральна композиція, 1925
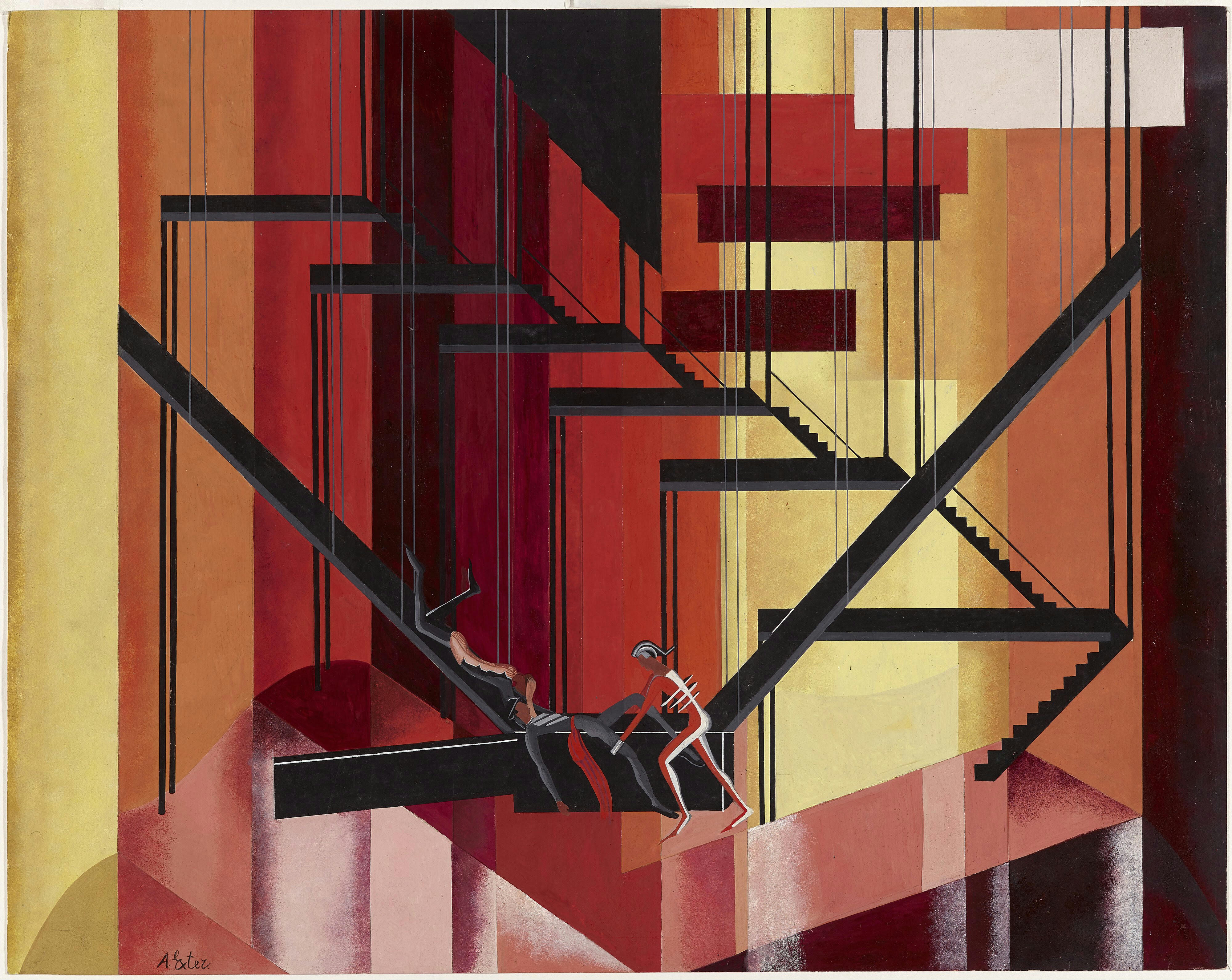
Дизайн сцени для "Дон Жуана у пеклі", 1929
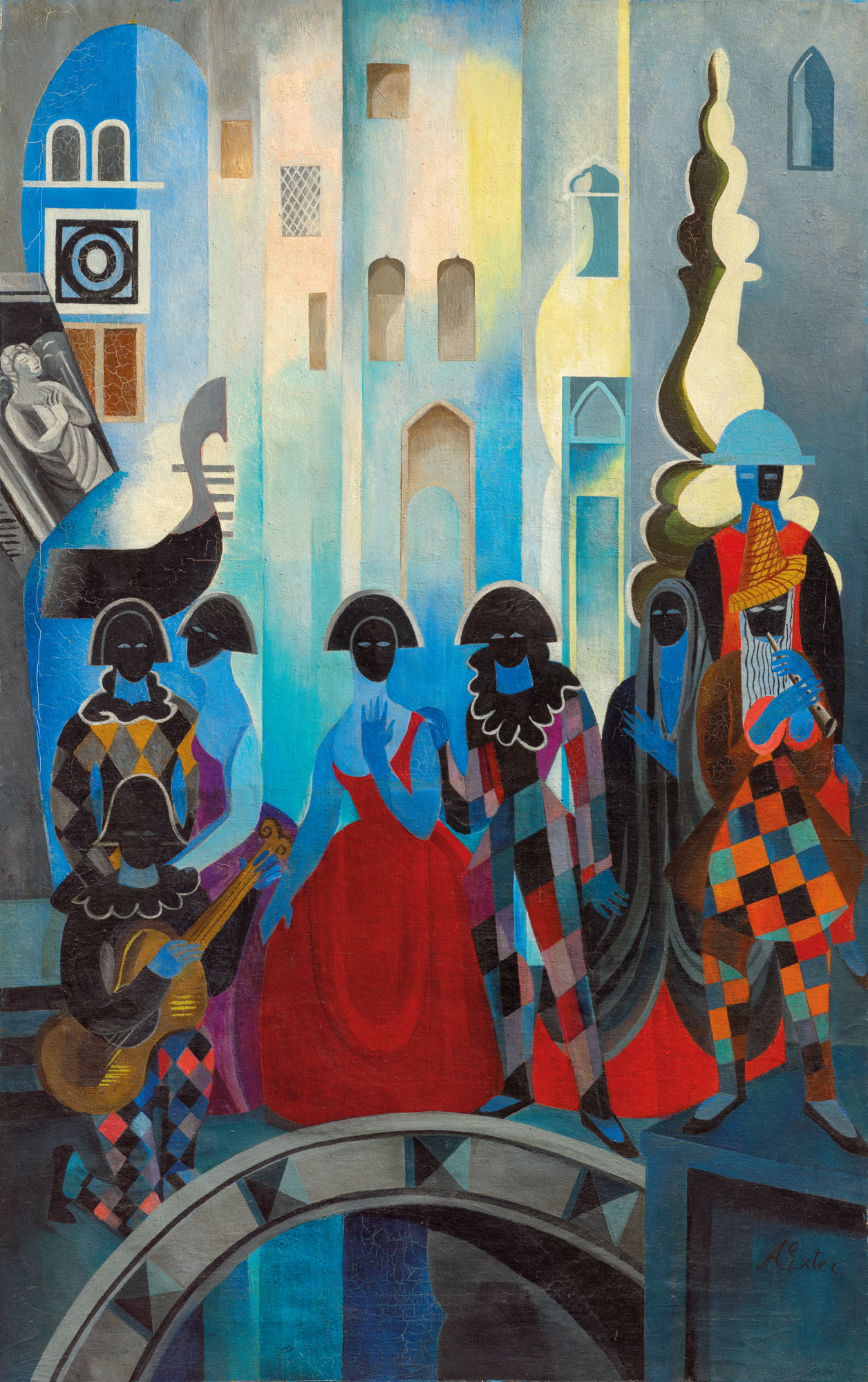
Карнавал у Венеції, 1930
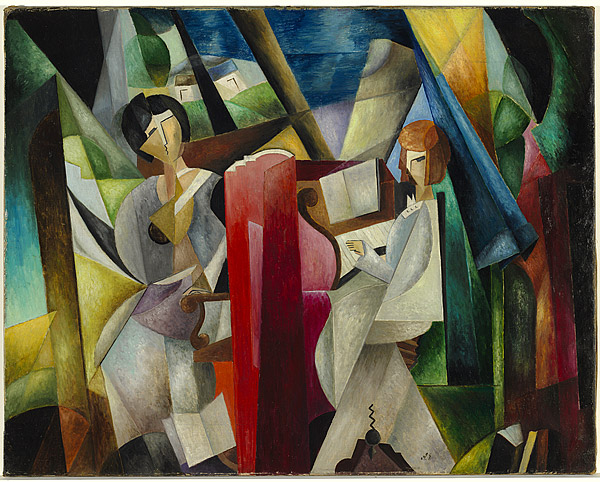
Урок музики
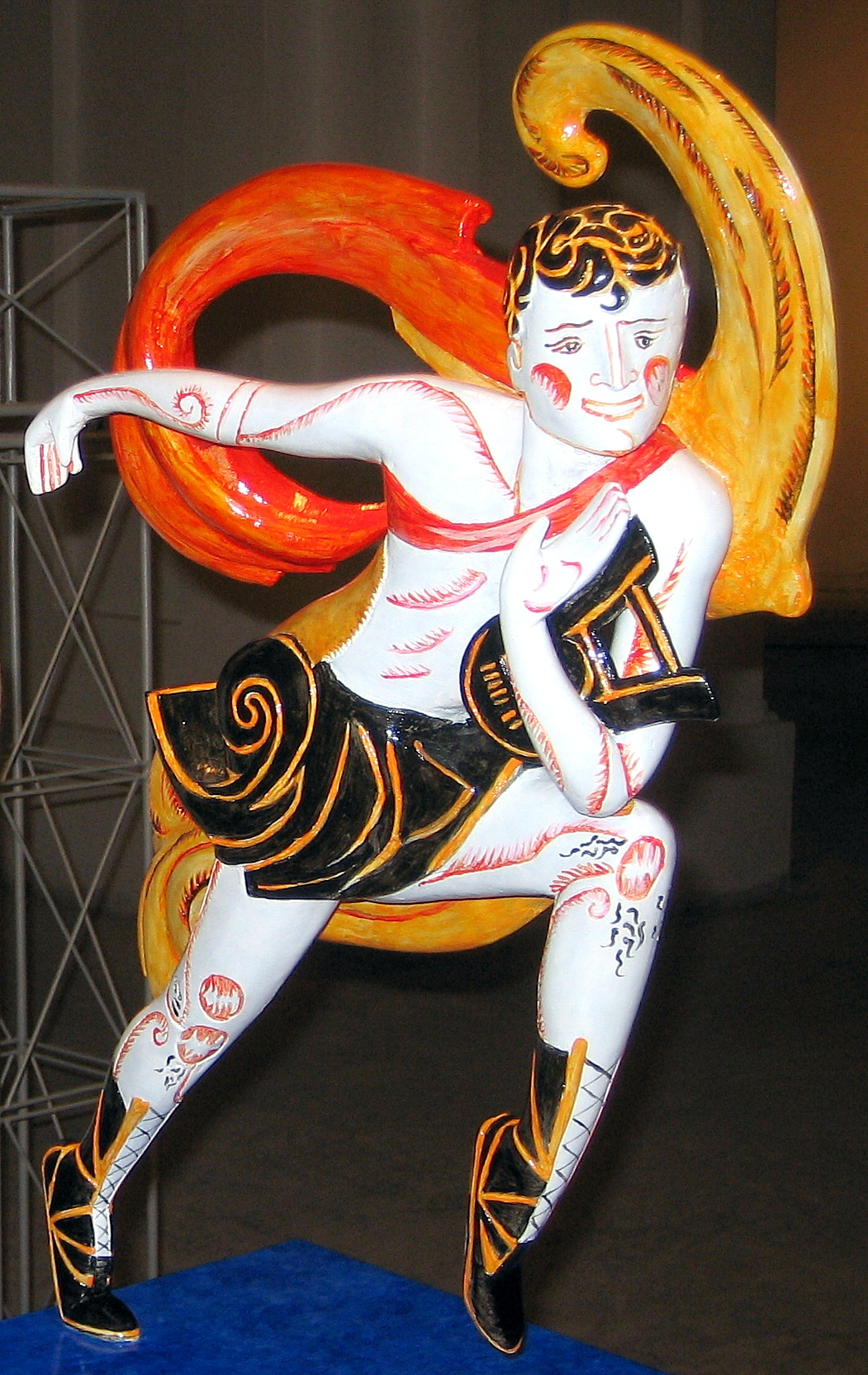
Дизайн костюму до драми «Фаміра Кифаред»

## Пам'ять
У 2000 році в Парижі створено «Товариство Олександри Екстер».
У 2008 році в Києві відбулася перша виставка Олександри Екстер.
В 2023 році в Києві з'явилась вулиця Олександри Екстер.